# Листовёртки-бурильщики
Листовёртки-бурильщики, или Бурильщики(лат. Eucosmini) — триба бабочек-листовёрток из подсемейства Olethreutinae. Известно более 1000 видов. Встречаются вредители лесного, паркового и садового хозяйства.

## Распространение
Распространение трибы всесветное, но в основном голарктическое, а более половины известных видов встречаются в Неарктической области.

## Описание
Листовёртки мелкого и среднего размера (1—3 см). Переднее крыло часто с фасциальным рисунком, преапикальная фасция часто редуцирована до небольшого пятна, спекулюм (ocellus) присутствует в продвинутых родах; самец часто с костальной складкой, заключающей половые чешуи. Задние крылья со стебельчатыми CuA1 и M3, самец часто с половыми чешуями на костальной складке или в складке анального края (Ancylis). Гениталии самца: ункус двулопастной или одиночный и без вентральных волосков в генерализованных родах, маленький или отсутствует в продвинутых родах; соции широкие, треугольные или округлые, выходящие латерально из тегумена в генерализованных родах, маленькие, дигитальные и отходящие от вершины тегумена в продвинутых родах; эдеагус с отпадающими корнутами, часто с неподвижными корнутами или зубчиками в продвинутых родах; вальва с большой базальной выемкой, костальный крючок одно- или двуветвистый; вальва с мешковидным скоплением шипов, часто присутствующим в генерализованных родах, кукуллус хорошо развит. Гениталии самки: передневагинальная пластинка хорошо развита в генерализованных родах, редуцирована или отсутствует в продвинутых родах; остиум в глубокой выемке седьмой грудины в продвинутых родах; семявыносящий проток с или без склеротизации около остиума, часто со склеротизированным кольцом (цингулум) около семявыносящего протока; сигнум изменчив, часто лопастный или роговидный.
Гусеница: анальная вилка присутствует или отсутствует; крючки обычно униординальные или биординальные; спиннерет простой, апикально расширенный или раздвоенный; проторакс с L1 обычно равноудалён от L2 и L3; группа SV на A7-9 бисетозная или унисетозная, если трисетозная или более на A7, то A8 дорсально к дыхальцу, или спиннерет раздвоенный; A9 с D1 и SD1 на одной пинакуле, группа SV на A7 бисетозная или меньше; A8 с SD1 спереди от дыхальца.
Куколка: A2—A7 с двумя рядами шипов; A8 обычно с одним рядом, A9 с одним рядом, редко отсутствует, с крючковидными волосками между шипами или без них, A10 с одним рядом или редко случайной группой; кремастер редуцирован или отсутствует, хвост с 4—8 плоскими крючковидными волосками, 0—4 медиальных, 2 дорсо-латеральных, 2 латеро-вентральных; анальное возвышение с 1—2, редко 3 крючковидными волосками с каждой стороны.
Гусеницы питаются в почках, плодах, семенах, шишках, соцветиях, листьях, корнях и веточках растений. Встречаются вредители лесных, парковых и садовых культур. Среди Eucosmini встречаются листовёрты, бурильщики стеблей и шишек, галлообразователи, хвоевёрты, побеговьюны.
- Смоляная хвоевёртка (Retinia resinella)
- Побеговьюн зимующий (Rhyacionia buoliana)
- Гусеница Gypsonoma minutana
- Phaneta striatana

## Систематика
Известно более 1000 видов в более чем 125 родах (или до 2000 видов). Среди крупнейших родов Eucosma (>235), Pelochrista (>230), Epinotia (180), Epiblema (90). Таксон был впервые выделен в 1909 году британским энтомологом Эдвардом Мейриком (1854—1938) в ранге семейства под названием Eucosmidae Meyrick, 1909.
Хайнрих (Heinrich, 1923) выделил Eucosminae как подсемейство, в соответствии с американской традицией с Olethreutidae в качестве отдельного семейства. В европейском контексте Образцов (Obraztsov, 1946) рассматривал эту же группу на уровне трибы. Некоторые авторы считали Enarmoniini и Eucosmini сестринскими таксонами, оба на уровне подтрибы в составе объединённого таксона Eucosmini (Razowski, 1989), но в последнее время Eucosmini обычно принимаются как отдельная триба (Horak 1998; Razowski 2001; Kuznetzov and Stekolnikov 2001).
Трибу относят к подсемейству Olethreutinae.
Eucosmini, по-видимому, произошли от более чем одного предка в Olethreutini, а не являются монофилетической сестринской группой последней трибы.
Acroclita
Age
Alischirnevalia
Allodapella
Anoecophysis
Antichlidas
Asketria
Assulella
Azuayacana
Barbara
Bascaneucosma
Bipartivalva
Biuncaria
Blastesthia
Blastopetrova
Brachiocera
Brachioxena
Catastega
Charitostega
Chimoptesis
Cirrilaspeyresia
Clavigesta
Coenobiodes
Collogenes
Cosmetra
Crimnologa
Crocidosema
Crusimetra
Demeijerella
Dicnecidia
Dinogenes
Dolichurella
Doliochastis
Eccoptocera
Emrahia
Epibactra
Epiblema
Epinotia
Episimoides
Eriopsela
Eucoenogenes
Eucosma
Eucosmophyes
Gibberifera
Gravitarmata
Gretchena
Gypsonoma
Листовёртка тополевая
Heleanna
Hendecaneura
Hendecasticha
Hermenias
Herpystis
Herpystostena
Holocola
Icelita
Jerapowellia
Kennelia
Laculataria
Lepteucosma
Macraesthetica
Makivora
Megaherpystis
Melanodaedala
Metacosma
Mystogenes
Namasia
Neaspasia
Neobarbara
Niphadostola
Noduliferola
Notocelia
Nuntiella
Osthelderiella
Parachanda
Pelochrista
Penestostoma
Peridaedala
Phalarocarpa
Phaneta
Plutographa
Potiosa
Proteoteras
Protithona
Pseudexentera
Pseudoclita
Quebradnotia
Retinia
Rhodotoxotis
Rhopalovalva
Rhopobota
Rhyacionia
Salsolicola
Sociognatha
Sonia
Spilonota
Strepsicrates
Stygitropha
Suleima
Syngamoneura
Syropetrova
Thiodia
Thiodiodes
Thylacogaster
Tritopterna
Ustriclapex
Whittenella
Xenosocia
Yunusemreia
Zeiraphera
Листовёртка лиственничная серая